# Giordana Torresani
Giordana Torresani (19 maggio 1987) è una calciatrice italiana, centrocampista del Trento Clarentia.

## Palmarès

### Club
- Campionato italiano di Serie B: 1

Südtirol: 2014-2015